# قرار مجلس الأمن التابع للأمم المتحدة رقم 681
قرار مجلس الأمن الدولي رقم 681 لعام 1990 بتاريخ 20 ديسمبر يشجب قرار إسرائيل استئناف إبعاد المدنيين الفلسطينيين في الأراضي المحتلة.